# Nils von Kantzow
Nils von Kantzow (Solna, 30 de agosto de 1885 — Björkedal, 7 de fevereiro de 1967) foi um ginasta sueco que competiu em provas de ginástica artística.
Kantzow é o detentor de uma medalha olímpica, conquistada na edição britânica, os Jogos de Londres, em 1908. Nesta ocasião, competiu como ginasta na prova coletiva. Ao lado de outros 37 companheiros, conquistou a medalha de ouro, após superar as nações da Noruega e da Finlândia.